# 유익환
유익환(柳翼煥, 1881년 6월 14일 ~ 1946년 2월 10일)은 일제강점기의 관료로, 본적은 전라북도 전주시 완산구이다.

## 생애
1899년 1월 20일부터 1899년 1월 23일까지 충청북도 관찰부 주사를 역임했으며 1903년 6월 12일 전라북도 관찰부 주사로 임명되었다. 1906년 10월 29일부터 1908년까지 전라북도 관찰부 주사를 역임했고 전라북도 용안군수(1909년 12월 23일 임명)와 전라북도 금구군수(1910년 7월 9일 임명)를 역임했다.
1910년 10월 1일부터 1911년 10월 28일까지 전라북도 금구군수를 역임했고 1912년 8월 1일 일본 정부로부터 한국 병합 기념장을 받았다. 1918년 9월 18일 도로 용지를 기부한 대가로 조선총독부로부터 목배를 받았으며 1924년 4월 전주 연초경작조합장으로 임명되었다. 1926년 11월 전라북도 전주면협의회원으로 임명되었으며 같은 해 12월 7일에 열린 조선수산회 총회에 참석했다. 1930년 6월 3일부터 1933년 6월 2일까지 조선총독부 중추원 참의를 역임했다.
친일파 708인 명단의 중추원 부문, 민족문제연구소의 친일인명사전 수록자 명단의 중추원 부문, 친일반민족행위진상규명위원회가 발표한 친일반민족행위 705인 명단에 포함되었다.

## 참고자료
- 친일반민족행위진상규명위원회 (2009). 〈유익환〉. 《친일반민족행위진상규명 보고서 Ⅳ-10》. 서울. 694~697쪽.